# Рошија (Мехединци)
Рошија (рум. Roșia) насеље је у Румунији у округу Мехединци у општини Казанешти. Oпштина се налази на надморској висини од 240 m.

## Становништво
Према подацима из 2002. године у насељу је живело 168 становника, од којих су сви румунске националности.